# Ielena Matiévskaia
Ielena Matiévskaia (rus: Елена Геннадьевна Матиевская)  (Minsk, 8 de març de 1961), de casada Bratixko, és una remadora russa, ja retirada, que va competir sota bandera de la Unió Soviètica durant la dècada de 1970.
El 1980 va prendre part en els Jocs Olímpics d'Estiu de Moscou, on guanyà la medalla de plata en la competició del quàdruple scull amb timoner del programa de rem. Formà equip amb Antonina Pustovit, Olga Vasilchenko, Nadezhda Lyubimova i Nina Txeremíssina.
En el seu palmarès també destaquen tres medalles al Campionat del món de rem, d'or el 1982 i de plata el 1983 i 1985.